# Keylor Navas
Artikeln följer den spanska namnseden; faderns efternamn är Navas och moderns efternamn Gamboa.
Keylor Antonio Navas Gamboa, född 15 december 1986, är en costaricansk fotbollsmålvakt som spelar för Newell's Old Boys i den argentinska högsta divisionen Primera Division de Argentina.

## Klubbkarriär
Navas, som är 185 cm lång, skrev på sitt första proffskontrakt med Saprissa 2005. Mellan 2008 och 2010 var han startspelare för klubben och under sin tid där vann han 6 Liga FPD-titlar. 
2010 värvades han av spanska Albacete. Ett år senare lånades han ut till Levante, innan han slutligen gick till Levante på en permanent övergång året därpå. Han började tiden i Levante med att vara andraval bakom Gustavo Munúa i två säsonger, men blev därefter startspelare säsongen 2012/13. I klubben blev det inga titlar, men en individuell utmärkelse som månadens spelare under säsongen 2013/14. 
Efter en bra insats i VM 2014 i Brasilien blev Keylor Navas värvad av Real Madrid som deras andravalsmålvakt bakom Iker Casillas, säsongen 2014/15. En säsong senare blev han befordrad till startmålvakt. 
2019 värvades Navas av den franska huvudstadsklubben Paris Saint-Germain. 
Den 31 januari 2023 lånades Navas ut av Paris Saint-Germain till Nottingham Forest på ett låneavtal över resten av säsongen.
Säsongen 2023/24 var Navas tillbaka i Paris Saint-Germain och hans kontrakt löpte ut sommaren därpå och förblev klubblös resten av året 2024.
I januari 2025 värvades han av den argentinska klubben Newell's Old Boys.

## Landslagskarriär
Navas debuterade för Costa Ricas landslag den 11 oktober 2008 mot Surinam. Han blev utnämnd till "Bäste målvakt" vid CONCACAF Gold Cup 2009, där Costa Rica nådde semifinal. Han var uttagen i Costa Ricas trupp vid fotbolls-VM 2014, och stod som förstemålvakt. Costa Rica nådde i VM kvartsfinal (längsta Costa Rica någonsin kommit i VM) där man förlorade mot Nederländerna efter förlängning och straffar.
Navas medverkade även som förstemålvakt i VM 2018 och VM 2022 där man inte nådde längre än gruppspelet någon gång.

## Meriter

### Real Madrid
- La Liga: 2016/2017
- Uefa Champions League: 2015/2016, 2016/2017, 2017/2018
- Supercopa de España: 2017
- Uefa Super Cup: 2014, 2016, 2017
- Världsmästerskapet i fotboll för klubblag: 2014, 2016, 2017, 2018